# L'amour est une protéine
L'Amour est une protéine (공룡둘리에 대한 슬픈 오마주, litt. « Triste hommage à Dooly le dinosaure ») est un tchungnyun manhwa de Choi Kyu-sok publié en Corée du Sud aux éditions GCK Book en 2004 et en français chez Casterman, collection Hanguk, en 2006.
Il s'agit d'un recueil de 7 récits d'abord prépubliés dans des magazines ou revues japonais, à l'exception de L'Amour est une protéine qui a été écrit pour ce recueil.

## Histoires
- L'Amour est une protéine, 26 pages, couleurs

Trois colocataires décident de se faire livrer un poulet rôti. Pour satisfaire la commande, le livreur, un coq, a dû sacrifier son propre fils, Dakdoli, un jeune poussin de 8 ans. 
Les trois locataires réagissent différemment à cette situation, l'un déguste sans scrupules, l'autre refuse d'y toucher et le troisième se sent mal à l'aise après l'avoir mangé. Finalement, tous rendront un dernier hommage à ce poussin qui voulait tant voler.
- Cocaman, co-illustré par Seo Kyong-sun, 30 pages, noir et blanc.

Cocaman est un handicapé mental qui fait tout ce qu'on lui demande en échange d'une bouteille de coca.
Il devient le « jouet vivant » de Lee Dong-wook, un jeune garçon qui s'est construit un monde imaginaire dans lequel il est « n°1 » et Cocaman « n°2 », un jet cyborg défenseur de la terre. Mais pour que Cocaman continue à jouer avec lui il doit se procurer plus de bouteilles de coca. Après s'être fait surprendre à voler de l'argent à sa mère, il décide de voler celle de Cocaman.
- Dinosaure Dooly, postface de Kim Su-jeong, 31 pages, noir et blanc.

Le clown Downer, un extraterrestre, est enlevé sous les yeux de son ami Dooly. Il a en fait été vendu au centre des études spatiales pour y être disséqué.
Dooly ne trouve personne pour l'aider à sauver son ami, ni ses amis Totchi l'autruche et Michael, ni Ko Chol-su qui l'héberge ne semblent près à secourir Downer.
- Léviathan, 12 pages, couleurs.

Dans un pays vivent un roi et son peuple. Le peuple vivant dans la pauvreté, un révolutionnaire décide alors qu'il faut en finir avec cette situation. Après avoir tué le roi, il part à la recherche d'un « maître bien meilleur que l'homme » pour gouverner le pays.
Il rencontre alors un sage qui lui présente sa création : Léviathan.
- Ma décision, 30 pages, couleurs.

Jin-suk et Jung-hoon sont amis d'enfance mais n'ont rien en commun. Un jour Jung-hoon empêche Jin-suk de frapper un de leurs camarades. Le regard que Jung-hoon a posé sur lui ce jour-là le hante.
Quelques années plus tard, après son service militaire et pour payer ses études, Jin-suk se fait engager pour déloger les locataires de logements qui vont être détruits qui refusent d'être déplacés. Il retrouve alors Jung-hoon du côté des manifestants.
- Aiguille de pin, co-illustré par Seo Kyong-sun et Jung Hyun-uk, 33 pages, noir et blanc.

Tous les jours les habitants d'un village répètent une cérémonie pour que le soleil revienne après la nuit.
Un jeune homme, Sol (signifie « pin » en coréen), étudie le soleil et est persuadé que cette cérémonie est inutile, d'après lui les jours s'enchaineront sans elle. La rumeur commence à circuler chez les villageois.
Craignant pour la paisibilité du village mais surtout pour sa place de chef, le chaman décide de sacrifier Sol, son fils, lors de la cérémonie de la pluie.
Son frère ainé est alors tiraillé entre sauver son frère et donc révéler la vérité au risque que sa famille perde sa place ou accepter son sacrifice et laisser les villageois dans l'ignorance.
- Le bal masqué, 5 pages, noir et blanc.

Des hommes masqués agissent comme des animaux.

## Commentaires
Les personnages des colocataires du récit L'Amour est une protéine réapparaitront dans un autre manhwa de Choi Kyu-sok, Le marécage, sorti en 2005.
Le récit Cocaman a gagné le Grand prix catégorie « caricature » lors du Festival international de la bande dessinée organisé par Dong-A LG en 2002.
Le récit Aiguille de pin a reçu la médaille d'or du concours des jeunes dessinateurs dans la catégorie « manhwa pour adultes » organisé par la maison d'édition Seoul Munhwasa en 1998.
Le récit Dinosaure Dooly est un hommage à un héros célèbre en Corée du Sud Dooly le petit dinosaure (en) (아기공룡 둘리, Agigongryong Dooly) crée en 1981 par Kim Su-jeong, celui-ci signe la postface du récit. Le titre original du manhwa est d'ailleurs Triste hommage à Dooly le dinosaure.

## Publication
- (ko) Choi Kyu-sok (trad. du coréen par Baek Hye-ri et Cho Yong-hee), L'Amour est une protéine [« 사랑은 단백질 »], Bruxelles/Paris, Casterman, coll. « Hanguk / « One-shots » Hanguk »,‎ 2006, 173 p., 17x24, couleurs et noir et blanc (ISBN 2-203-37704-6 et 9782203377042)